# Roman Biczkowski
Roman Biczkowski (ur. 6 grudnia 1931, zm. 21 stycznia 2018) – polski funkcjonariusz Ochotniczej Straży Pożarnej, Honorowy Obywatel Żukowa.

## Życiorys
Był synem pierwszego po II wojnie światowej komendanta powiatowego straży pożarnej w Kartuzach – Pawła Biczkowskiego. Od 1947 związany był z Ochotniczą Strażą Pożarną w Żukowie, od 1956 piastując funkcję naczelnika, zaś od 1963 do 2011 funkcję prezesa jednostki. Był kierowcą mechanikiem. W 1971 doprowadził do budowy nowej strażnicy, a w 2000 do jej remontu i modernizacji. W trakcie swojej służby brał udział między innymi w akcji ratunkowej po katastrofie autobusu w Gdańsku Kokoszkach 2 maja 1994. W styczniu 2011 otrzymał tytuł Honorowego Prezesa OSP Żukowo. W momencie poprzedzającym śmierć był także najstarszym stażem czynnym strażakiem w powiecie kartuskim. Był także członkiem chóru Harmonia. W uznaniu zasług został uhonorowany również tytułem Honorowego Obywatela Gminy Żukowo.

## Wybrane odznaczenia
- Krzyż Oficerski Orderu Odrodzenia Polski[1],
- Złoty Krzyż Zasługi[1],
- Srebrny Krzyż Zasługi[1],
- Brązowy Krzyż Zasługi[1]